# Karol Hoffmann (ur. 1989)
Karol Hoffmann (ur. 1 czerwca 1989 w Warszawie) – polski lekkoatleta specjalizujący się w trójskoku.

## Kariera
Srebrny medalista Mistrzostw Europy w Amsterdamie (2016). Zwycięzca trójskoku w Pucharze Świata w Londynie (2018). W finale Igrzysk Olimpijskich w Rio de Janeiro (2016) zajął 12 miejsce. Czwarty zawodnik halowych mistrzostw świata w Sopocie (2014).
Reprezentant kraju w meczach międzypaństwowych kadetów i młodzieżowców. W 2007 odpadł w eliminacjach podczas mistrzostw Europy juniorów, a rok później był dziesiąty na juniorskich mistrzostwach świata. W 2011 był dziesiąty na młodzieżowych mistrzostwach Europy, a w 2012 był finalistą mistrzostw Europy w Helsinkach.
Zdobywał medale mistrzostw Polski seniorów – ma w dorobku cztery złota (Bydgoszcz 2011, Bielsko-Biała 2012, Szczecin 2014 i Bydgoszcz 2016) oraz trzy srebra (Bydgoszcz 2009, Toruń 2013 i Kraków 2015). Dwukrotny halowy mistrz Polski (Sopot 2014 i Toruń 2018). Stawał na podium mistrzostw Polski juniorów (także w hali oraz w rywalizacji skoczków w dal), ma w dorobku trzy medale – w tym dwa złote – mistrzostw kraju młodzieżowców.
Jest synem Zdzisława, mistrza świata w trójskoku z 1983 oraz aktualnego rekordzisty Polski.
Jest ostatnim Polakiem, który przekroczył granicę 17-stu metrów.

## Rekordy życiowe
Na stadionie
- trójskok – 17,16 m (9 lipca 2016, Amsterdam) – tylko 2 Polaków osiągnęło lepszy rezultat[3][4]
- skok w dal – 7,76 m (2011)

W hali
- trójskok – 16,89 m (9 marca 2014, Sopot)

## Osiągnięcia
| Rok  | Impreza                                 | Miejsce        | Lokata            | Wynik  |
| ---- | --------------------------------------- | -------------- | ----------------- | ------ |
| 2007 | Mistrzostwa Europy juniorów             | Hengelo        | el. – 22. miejsce | 15,00  |
| 2008 | Mistrzostwa świata juniorów             | Bydgoszcz      | 10. miejsce       | 15,42  |
| 2011 | Superliga drużynowych mistrzostw Europy | Sztokholm      | 4. miejsce        | 16,78w |
| 2011 | Młodzieżowe mistrzostwa Europy          | Ostrawa        | 10. miejsce       | 16,21  |
| 2012 | Mistrzostwa Europy                      | Helsinki       | 6. miejsce        | 16,74  |
| 2013 | Superliga drużynowych mistrzostw Europy | Gateshead      | 7. miejsce        | 16,08  |
| 2014 | Halowe mistrzostwa świata               | Sopot          | 4. miejsce        | 16,89  |
| 2016 | Mistrzostwa Europy                      | Amsterdam      | 2. miejsce        | 17,16  |
| 2016 | Igrzyska olimpijskie                    | Rio de Janeiro | 12. miejsce       | 16,31  |
| 2017 | Superliga drużynowych mistrzostw Europy | Lille          | 7. miejsce        | 16,42  |
| 2018 | Athletics World Cup 2018                | Londyn         | 1. miejsce        | 16,74  |
| 2018 | Mistrzostwa Europy                      | Berlin         | el. –             | NM     |